# Martin Blumner
Martin Blumner (Furstenberg (Mecklenburg) 21 de novembre de 1827 - Berlín, 16 de novembre de 1901) fou un compositor alemany del Romanticisme.
Després d'estudiar teologia, filosofia i ciències naturals, es dedicà exclusivament a la música (1847) sota la direcció Dehn i Grell. El 1853 fou anomenat substitut, i el 1876 directro de l'acadèmia de cant de Berlín, càrrec al qual renuncià el 1899; dirigí els cors de Zelter, i el 1875 fou elegit membre de l'Acadèmia d'Art, junta en la qual hi formà part (1880), essent elegit president de la secció de musical el 1885, i sots-president de l'acadèmia el 1891. En aquest mateix any se'l hi confià la direcció de l'escola superior en la part de composició.
Les seves obres principals són:
- els oratoris: Abraham (1859), Der Fall Jerusalem (1874);
- la cantata In Zeit und Eloikkeit (1885);
- un Te Deum a vuit veus (1868) i un nombre considerable de salms i motets.
- La seva obra Geschichte der Singakademie zu Berlín (1879) li'n valgué el títol de doctor honorari en filologia de la Universitat de Berlín.